# David Anderson (wioślarz)
David Anderson (ur. 16 sierpnia 1937 w Victorii) – kanadyjski wioślarz, wicemistrz olimpijski, następnie polityk.

## Kariera
Wystąpił na igrzyskach olimpijskich w Rzymie w 1960, gdzie Kanadyjczycy w składzie: Donald Arnold, Walter D'Hondt, Nelson Kuhn, John Lecky, David Anderson, Archie MacKinnon, Bill McKerlich, Glen Mervyn i Sohen Biln zdobyli srebrny medal w ósemkach. W finale uplasowali się o 4,34 sekundy za osadą Wspólnej Reprezentacji Niemiec, a o 3,32 sekundy przed Czechosłowacją. Był to jego jedyny start olimpijski. Zarazem był to także jedyny medal zdobyty przez Kanadyjczyków na tych igrzyskach.
W 1959 zdobył srebrny medal w ósemkach na igrzyskach panamerykańskich w Chicago.

## Poza sportem
Ukończył prawo na Uniwersytecie Kolumbii Brytyjskiej. Po zakończeniu kariery sportowej zajął się polityką, wstępując do Liberalnej Partii Kolumbii Brytyjskiej (BCU). Kilkukrotnie pełnił funkcje ministrów, m.in. w rządach Jeana Chrétiena (1993–2003) oraz Paula Martina (2003–2006). Członek Królewskiej Tajnej Rady Kanady, oficer Orderu Kanady i Orderu Kolumbii Brytyjskiej.